# Lende
Die Lende (von althochdeutsch lentī ‚Niere‘, lateinisch lumbus), oft im Plural gebraucht (die Lenden) oder gleichbedeutend als Lendengegend oder Lendenbereich (lat. Regio lumbalis) bezeichnet, ist eine Körperregion bei Menschen und Säugetieren. Ihre Lage ist anatomisch nicht eindeutig definiert. Strukturen und Prozeduren, die sich auf die Lende oder die Lendenwirbelsäule beziehen, werden als lumbal bezeichnet.

## Anatomie
Das Wörterbuch der deutschen Sprache von 1809 bezeichnet als Lende den Teil des Körpers direkt „hinter und unter dem Hüftknochen“, nämlich Hüfte und Oberschenkel. In Pierers Konversationslexikon von 1877 dagegen sind die Lenden die auch als Weichen bezeichneten „weichen Seitenteile des Unterleibs“. Im Wörterbuch der deutschen Sprache von 1876 reicht die Lende von der „Nierengegend“ am Rumpf über das Becken bis zu den Oberschenkeln und ist „Sitz der Zeugungskraft“. Im Deutschen Wörterbuch wird die Lende ca. 1880 nur noch als „die Nierengegend an Menschen und Säugetieren“ definiert, also weit oberhalb des Beckens. Meyers Enzyklopädisches Lexikon von 1975 und der Brockhaus von 2006 nennen die Lende dagegen den „untersten Teil des Rückens beiderseits der Lendenwirbelsäule“. Der aktuelle Duden (2017) schreibt allgemeiner die „Körpergegend über Hüfte und Gesäßhälfte“ und zählt in gehobener Sprache auch die „Leisten und Geschlechtsteile“ dazu.
Das medizinische Wörterbuch Pschyrembel definiert die Lenden als „Abschnitt der seitlichen Bauchwand“ zwischen den unteren Rippen, dem oberen Beckenrand (Darmbeinkamm) und der Lendenwirbelsäule. Das Anatomie-Lehrbuch Prometheus unterscheidet entsprechend eine rechte und linke Lendenregion am Bauch. Dagegen ist die Lendengegend nach dem Springer Lexikon Medizin die „untere, seitliche Rückenregion“, und im Roche Lexikon Medizin ist die Lende der „untere Rückenteil“ zwischen Rippen und Becken. Nur die zuletzt zitierte Definition schließt die Lendenwirbelsäule und die namensgebenden Nieren als Teil der Lendenregion ein.
Welche Muskeln der Lendenregion angehören, bleibt ebenfalls unbestimmt. Namentlich zählen dazu Musculus psoas major („großer Lendenmuskel“), Musculus psoas minor („kleiner Lendenmuskel“) und Musculus quadratus lumborum („quadratischer Lendenmuskel“). Diese bauchwärts der Lendenwirbelsäule gelegenen Skelettmuskeln werden durch die Vorderäste der Spinalnerven des Lendenabschnitts des Rückenmarks innerviert, die Haut der Lendenregion von den Hinterästen derselben Nerven. Die Blutversorgung erfolgt durch die Lendenarterien (Arteriae lumbales), die segmental aus der Aorta entspringen. Der Lymphabfluss erfolgt über die Lendenlymphknoten.

## Fleischteil
Die Psoasmuskeln von Rind, Schwein und anderen Schlachttieren gelten als besonders zart und werden als Filet bezeichnet. Regional wird auch Roastbeef als Lende bezeichnet. 

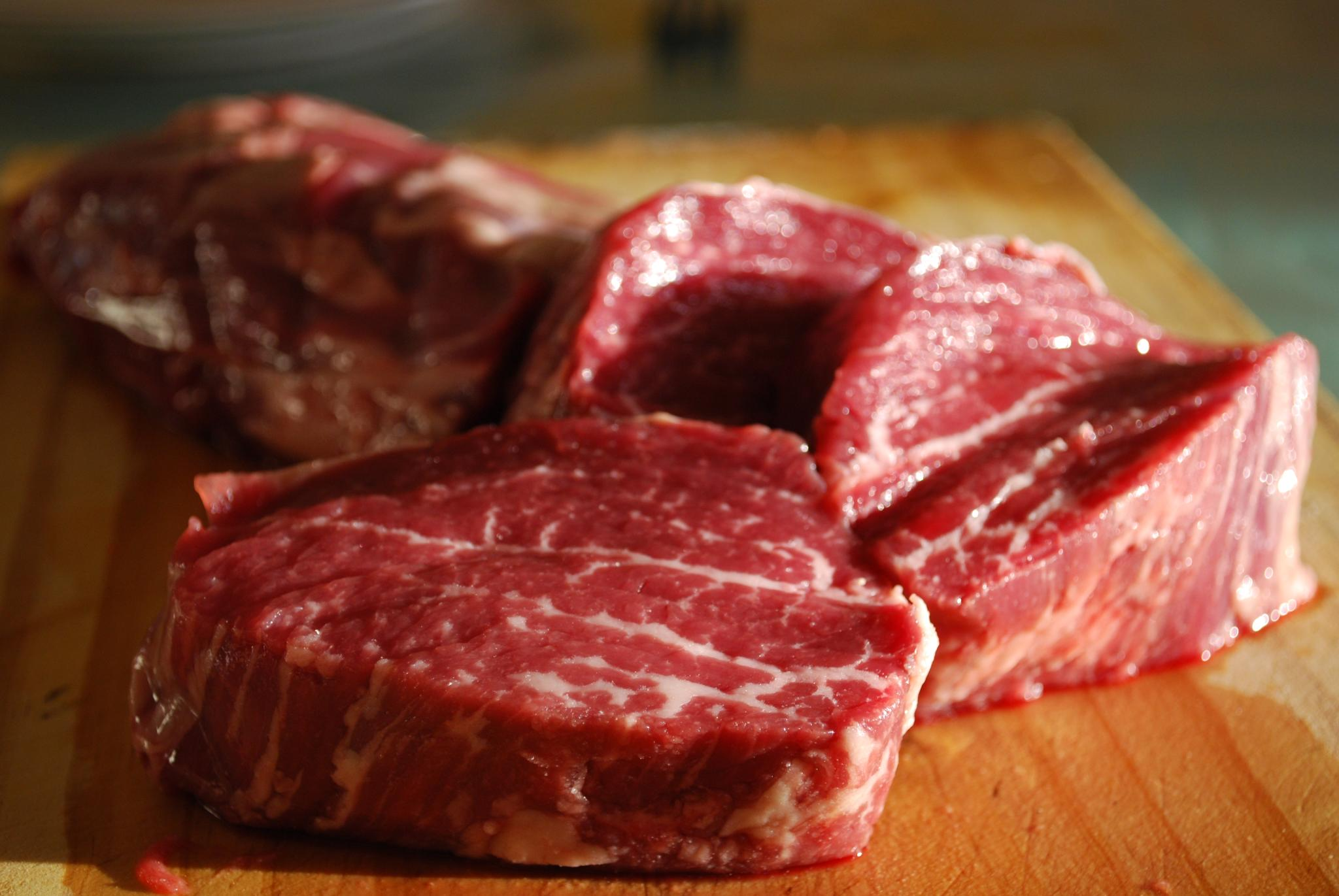
Filetsteaks vom Rind
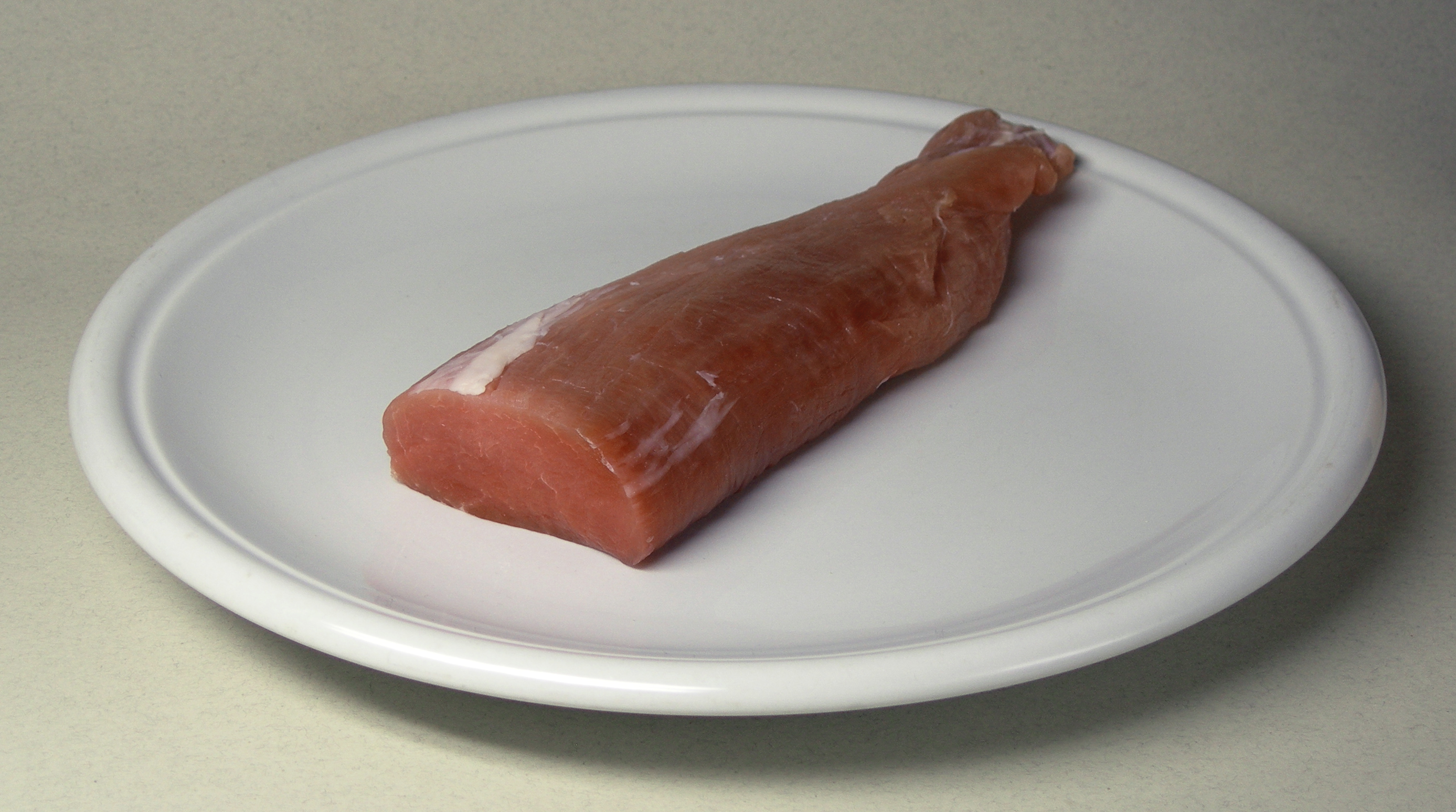
Halbiertes Schweinefilet
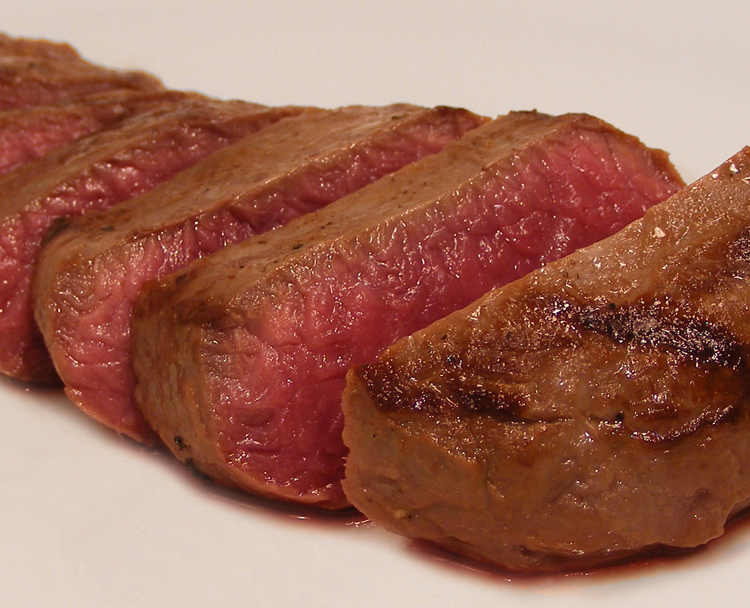
Aufgeschnittene Renlende